# Рукины
Рукины —  рязанский дворянский род столбового дворянства.
Потомство Авраама Богданова, сына Рукина, в 1625 году по Указу царя Михаила Фёдоровича верстанного за службу поместным окладом.

## Описание герба
Щит разделён двумя диагональными с верхних углов и на середине соединёнными чертами и третьей отвесной. В верхней части на красном фоне изображён полумесяц, обращённый в левую сторону. В правой части в серебряном поле — железный якорь (польский герб Котвица), а в левом голубом поле — серебряный столб с двумя золотыми стрелами (соединённые польские гербы: Першхала и Ёдзешко).
На щите дворянский коронованный шлем. Нашлемник: рука в латах и с саблей. Намёт на щите голубой, подложенный серебром. Герб рода Рукиных внесён в Часть 6 Общего гербовника дворянских родов Всероссийской империи, стр. 59.

## Известные представители
- Рукин — стрелецкий сотник, воевода в Енисейске (1618-1619)[2].
- Рукин Денис Григорьевич — московский дворянин (1692)[3].

Рукин Павел Андреевич - Орджовский хулиган, сын своей еврейской мамы. Изобрёл особый метод употребление огненной воды.